# Seleção Bermudense de Rugby Union
A Seleção Bermudense de Rugby Union é a equipe que representa Bermudas em competições internacionais de Rugby Union.

## Ligações Externas
- http://rugbydata.com/bermuda